# (2135) Aristeo
(2135) Aristeo es un asteroide que forma parte de los asteroides Apolo y fue descubierto por Eleanor Francis Helin y Schelte John Bus desde el observatorio del Monte Palomar, Estados Unidos, el 17 de abril de 1977.

## Designación y nombre
Aristeo se designó inicialmente como 1977 HA.
Más tarde, en 1979, fue nombrado por Aristeo, un diosecillo de la mitología griega.

## Características orbitales
Aristeo orbita a una distancia media del Sol de 1,6 ua, pudiendo alejarse hasta 2,404 ua y acercarse hasta 0,7949 ua. Tiene una excentricidad de 0,5031 y una inclinación orbital de 23,06 grados. Emplea 739 días en completar una órbita alrededor del Sol.
Aristeo es un asteroide cercano a la Tierra que pertenece al grupo de los asteroides potencialmente peligrosos.

## Características físicas
La magnitud absoluta de Aristeo es 17,94.